# Goiatins
Goiatins là một đô thị thuộc bang Tocantins, Brasil. Đô thị này có diện tích 6408,562 km², dân số năm 2007 là 11639 người, mật độ 1,82 người/km².